# Short track ai IX Giochi asiatici invernali - Staffetta femminile
La specialità della staffetta femminile di short track degli IX Giochi asiatici invernali si è svolta il 9 febbraio 2025 allo Heilongjiang Multifunctional Hall di Harbin, in Cina.

## Risultati
Legenda
- PEN — Penalità
- q — Qualifificato per il tempo

### Semifinale
| Rank | Batteria | Nazione                                                                       | Tempo    | Note |
| ---- | -------- | ----------------------------------------------------------------------------- | -------- | ---- |
| 1    | 1        | Cina Zang Yize Fan Kexin Wang Xinran Yang Jingru                              | 4:13.862 | QA   |
| 2    | 1        | Kazakistan Olga Tikhonova Zeinep Kumarkan Yana Khan Madina Zhanbussinova      | 4:14.268 | QA   |
| 1    | 2        | Corea del Sud Kim Geon-hee Lee So-yeon Noh Do-hee Shim Suk-hee                | 4:13.944 | QA   |
| 2    | 2        | Giappone Miyu Miyashita Haruna Nagamori Kurumi Shimane Riho Inuzuka           | 4:26.093 | QA   |
| 3    | 2        | India Varsha Puranik Suvarnika Radhakrishnan Dashiel Concessao Sravana Murthy | 5:16.173 |      |

### Finale
| Class | Nazione                                                             | Tempo    | Note |
| ----- | ------------------------------------------------------------------- | -------- | ---- |
| 1     | Cina Fan Kexin Gong Li Zhang Chutong Wang Xinran                    | 4:11.371 |      |
| 2     | Kazakistan Olga Tikhonova Yana Khan Alina Azhgaliyeva Malika Yermek | 4:13.498 |      |
| 3     | Giappone Rina Shimada Yuki Ishikawa Haruna Nagamori Riho Inuzuka    | 4:13.578 |      |
| 4     | Corea del Sud Kim Geon-hee Kim Gil-li Lee So-yeon Choi Min-jeong    | 4:16.683 |      |